# هم‌آفرینی
هم‌آفرینی (به انگلیسی: Co-creation) یک ابتکار مدیریتی یا نوعی استراتژی اقتصادی برای گرد هم آوردن ذینفعان مختلف (مثلاً یک شرکت و گروهی از مشتریان) برای تولید مشترک یک نتیجه دارازی ارزش برای دو طرف است.
تحقیقات نشان میدهند که کاربران میتوانند طرح‌های جذاب و جدیدی خلق کنند و همچنین حاضرند هزینه بیشتری را برای خرید محصول طراحی شده توسط خودشان صرف کنند.